# Station Vaumoise
Station Vaumoise is een spoorwegstation in de Franse gemeente Coyolles.